# Глове
Глове (њем. Glowe) општина је у њемачкој савезној држави Мекленбург-Западна Померанија. Једно је од 42 општинска средишта округа Риген. Према процјени из 2010. у општини је живјело 1.023 становника. Посједује регионалну шифру (AGS) 13061013.

## Географски и демографски подаци
Глове се налази у савезној држави Мекленбург-Западна Померанија у округу Риген. Општина се налази на надморској висини од 4 метра. Површина општине износи 22,2 km². У самом мјесту је, према процјени из 2010. године, живјело 1.023 становника. Просјечна густина становништва износи 46 становника/km².